# Long Distance Walkers Association
La Long Distance Walkers Association (LDWA) (association des marcheurs de longue distance)  regroupe des personnes qui ont pour intérêt commun de marcher sur de longues distances dans les zones rurales ou montagneuses. Cette association comprend plus de 7 000 membres, répartis dans 43 groupes, et publie le Strider qui paraît en avril, août et décembre. Elle a été créée en 1972 par Chris Steer et Alan et Barbara Blatchford.

## Activités

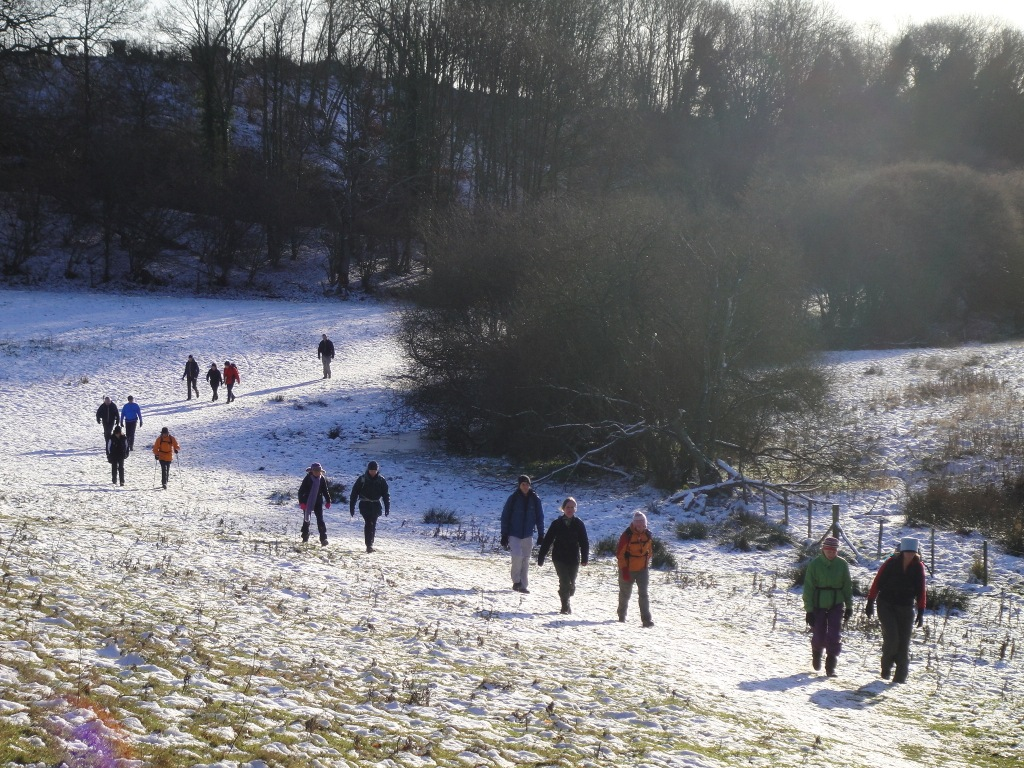
Des membres en train de marcher

La LDWA organise des marches de deux catégories : marches en groupe ou social walks et challenges comme le Walkers prepare for 24-hour trek.

### Les marches en groupe
Les marches en groupe ont en général lieu le week-end et varient autour de 20 miles (~32 km). Quelques groupes organisent aussi des marches en semaine pendant la journée ou le soir. Les marches du soir démarrent vers 6 h ou 6 h 30, sont plus courtes, autour de 10 miles (~16 km) et finissent souvent dans un pub.

### Les challenges
Les challenges vont de 20 a 100 miles (~32 à ~160km). Ils peuvent être complétés seul ou en groupe. Une feuille de route est distribuée au départ avec les instructions de marche et les coordonnées géographiques des points de contrôles par lesquels vous devez passer pour être enregistrés. 

#### Le challenge des 100 miles
The Hundred est organisé une fois par an. Il a lieu lors du long week-end fin mai. Le but est de marcher 100 miles en moins de 48 heures. Chaque année il a lieu dans une région différente. Par exemple en 2015 c'était dans le Lancashire et en mai 2016 ce sera dans le Dorset. Les 100 miles ont fait l'objet de nombreuses publications parmi lesquelles Out On Your Feet: The Hallucinatory World of Hundred-Mile Walking  par Julie Welsh ou des articles sur le site de la BBC parmi lesquels Walkers' day-night 100 mile trek  sur les 100 en 2007 au Pays de Galles et plus récemment Very Challenging Behaviour  par Damian Hall à propos des 100 de 2015.

## Autres

### Les sentiers de longue distance
Le site web LDWA présente un catalogue des sentiers de longue distance du Royaume Uni avec une base de données à partir de laquelle les membres de l'organisation peuvent télécharger les descriptions d'itinéraires ainsi que les fichiers gpx, prêts à être insérés dans un GPS.

### Hébergements et services offerts aux marcheurs
Le site web LDWA présente aussi un catalogue des B&B (Bed&Breakfast) et autres possibilités d'hébergement offertes aux marcheurs ainsi qu'un catalogue des compagnies qui offrent divers services aux marcheurs, tels que par exemple le transport des bagages vers l'étape suivante pour les marches sur sentiers de longue distance qui durent plusieurs jours/semaines.